# Чевакіно (Ленінградська область)
Чевакіно (рос. Чевакино) — присілок Бокситогорського району Ленінградської області Росії. Входить до складу Єфімовського міського поселення.
Населення — 6 осіб (2003 рік). 